# Kde se touláš, Bernadetto
Kde se touláš, Bernadetto (v anglickém originále Where’d You Go Bernadette) je americký dramatický film z roku 2019. Režisérem filmu je Richard Linklater. Hlavní role ve filmu ztvárnili Cate Blanchett, Billy Crudup, Emma Nelson, Kristen Wiigová a James Urbaniak.

## Obsazení
| Cate Blanchett     | Bernadette Fox    |
| Billy Crudup       | Elgin Branch      |
| Emma Nelson        | Bee Branch        |
| Kristen Wiigová    | Audrey Griffin    |
| James Urbaniak     | Marcus Strang     |
| Judy Greer         | Dr. Kurtz         |
| Troian Bellisario  | Becky             |
| Zoë Chao           | Soo-Lin Lee-Segal |
| Laurence Fishburne | Paul Jellinek     |
| Steve Zahn         | David Walker      |